# Versaleta

Mostra de text escrit amb versaletes (a dalt) i versaletes calculades informàticament (a sota)

Mostra de text escrit amb diferents estils tipogràfics, entre ells la versaleta

La versaleta és un estil de tipus de lletra que consisteix en l'ús de lletres majúscules amb una mida una mica més alta que el cos de les minúscules i proporcions lleugerament diferents.
Les versaletes apareixen ja al segle XVI en mostres de caràcters tipogràfics de Claude Garamond a la foneria de Konrad Berner.
Originàriament, la versaleta s'utilitzava per destacar els noms propis de persones i de llocs. Actualment s'utilitza en els casos següents:
- Numerals romans referits a segles, paginació i seccions secundàries.
- Personatges a textos de teatre.
- Menció de l'autor al peu d'un text.
- La paraula article als encapçalaments de secció de textos legislatius.
- El títol d'una obra cada cop que es fa referència a dintre del seu propi text.[1]

## Ús al Word
Amb les tecles Ctrl+Shift+L es poden activar les versaletes al programa Word de Microsoft. Per desactivar les versaletes es torna a fer servir la mateixa drecera de teclat.